# Künstler-Quadrille (1849)
Die Künstler-Quadrille ist eine Quadrille von Johann Strauss (Sohn) (op. 71). Sie wurde am 25. November 1849 im Redouten-Saal der Wiener Hofburg erstmals aufgeführt.